# Gangotri

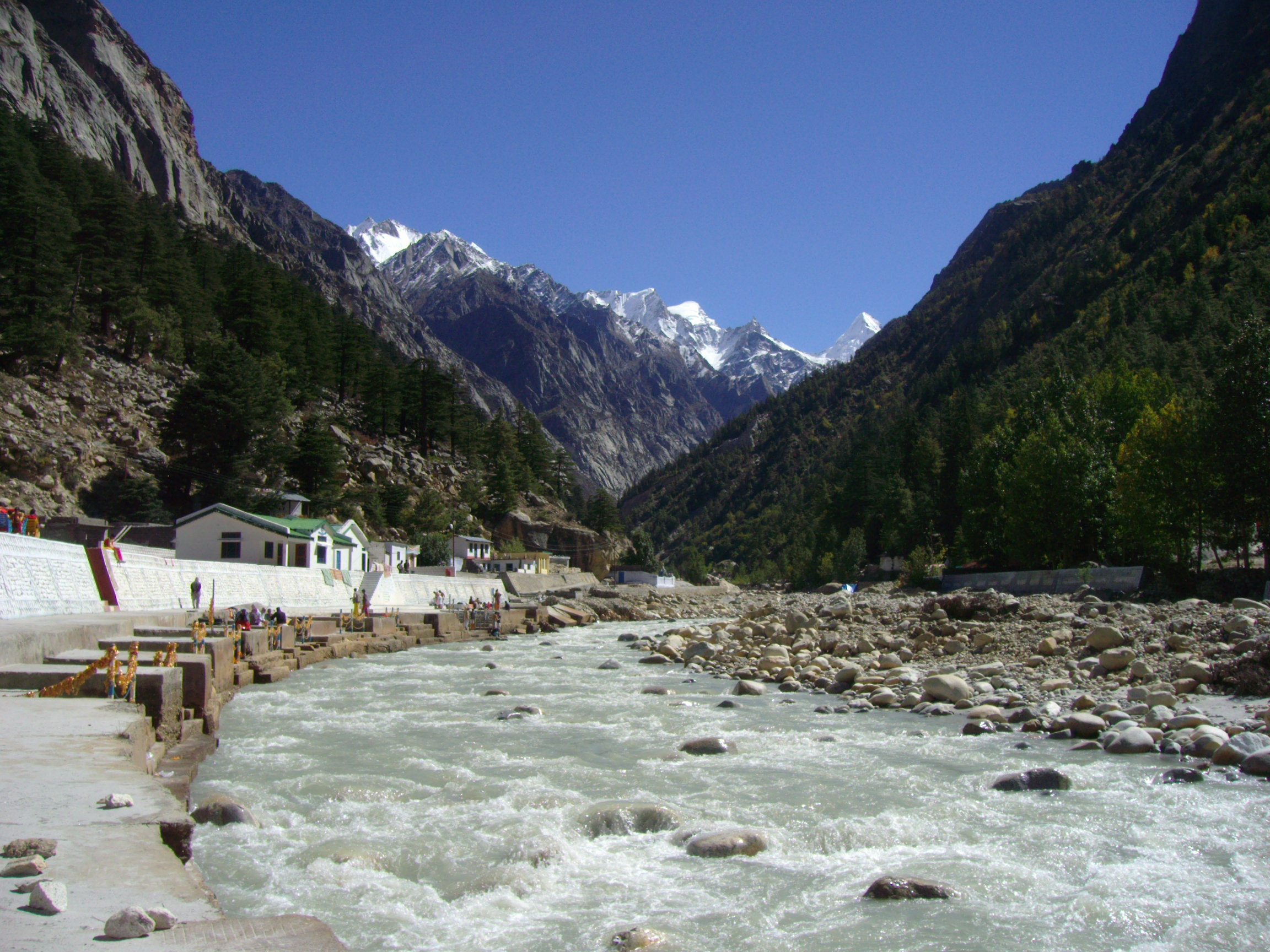
Rzeka Bhagirathi w Gangotri

Gangotri (hindi गंगोत्री) – miasto w północnych Indiach w stanie Uttarakhand, na pogórzu Himalajów Wysokich.
Populacja miasta w 2001 roku wynosiła 606 mieszkańców.
Miasto stanowi ważny ośrodek pielgrzymek dla hindusów, skupiający się wokół świątyni bogini Gangi i znajdujących się w pobliżu źródeł świętej rzeki Ganges.